# Theophrastus redivivus
Theophrastus redivivus és un treball anònim escrit en llatí publicat en una data desconeguda en algun moment entre 1600 i 1700.
El llibre ha estat descrit com "un compendi d'arguments antics contra la religió i la creença en Déu" i "una antologia del pensament lliure". Comprèn tractats materialistes i escèptics de fonts clàssiques com Pietro Pomponazzi, Lucilio Vanini, Michel de Montaigne, Maquiavel, Pierre Charron, i Gabriel Naudé.
 Theophrastus redivivus  és famós per proclamar que tots els grans filòsofs, incloent l'homònim Theophrastus, han estat ateus; les religions són obres ideades per homes; no hi ha cap prova vàlida per a l'existència de déus, i els que afirmen de l'experiència d'un déu són desconcertats o malalts. No obstant això, a diferència del Tractat dels tres impostors, un altre treball antireligiós publicat al voltant del mateix temps, Theophrastus redivivus mai va ser mencionat pels filòsofs i pensadors de l'Edat de la Il·lustració del segle següent, tot i ser una de les primeres obres explícitament antireligioses publicades a l'Europa moderna.
Avui només es coneixen quatre còpies: una a la Biblioteca Nacional francesa a París (donada per Claude Sallier l'any 1741), que suposadament la va comprar a la subhasta de Karl Heinrich von Hoym a l'agost de 1738), dos a la Biblioteca Nacional Austríaca de Viena, i una propietat d'un professor belga.
El manuscrit comparteix el seu títol amb un altre llibre imprès també titulat Theophrastus redivivus, que va ser publicat a Frankfurt per Elías Johann Hessling el 1659. El llibre de 1659, escrit en alemany i defensor del científic i ocultista alemany suís Paracels, no té connexió amb el treball anònim. Es desconeix quins treballs precedeixen l'altre i per què els dos llibres comparteixen el mateix títol; cap dels dos treballa menciona l'altre.